# OpenMx
OpenMx és un programa de codi obert per anàlisis estadístiques amb modelització d'equacions estructurals, una metodologia avançada d'anàlisi multivariant. Funciona com una extensió del llenguatge de programació matemàtica R, la qual cosa li permet ser multiplataforma funcionant tant amb sistemes operatius Linux, Mac OS com Windows.

## Descripció general i característiques
L'OpenMx és una llibreria per a R amb funcions i optimitzacions per implementar de forma ràpida i senzilla model d'equacions estructurals. Aquests poden utilitzar tant dades directes com matrius de correlacions o covariants, així com combinacions de dades contínues i ordinals. Els models es poden programar tant en forma de "camins" -amb la funció específica mxPath()- o per "matrius" utilitzant les extensions típiques de R a través de mxMatrix i mxAlgebra.

## Sintaxi
Aquest és un exemple del codi per implementar, calcular i mostrar un resum per estimar un model de camí d'un factor amb 5 indicadors:
```
 
require
(
OpenMx
)

 
data
(
demoOneFactor
)

 
manifests
 
<-
 
names
(
demoOneFactor
)

 
latents
 
<-
 
c
(
"G"
)

 
factorModel
 
<-
 
mxModel
(
"One Factor"
,
 
type
=
"RAM"
,

 
manifestVars
 
=
 
manifests
,

 
latentVars
 
=
 
latents
,

 
mxPath
(
from
=
latents
,
 
to
=
manifests
),

 
mxPath
(
from
=
manifests
,
 
arrows
=
2
),

 
mxPath
(
from
=
latents
,
 
arrows
=
2
,
 
free
=
FALSE
,
 
values
=
1.0
),

 
mxData
(
cov
(
demoOneFactor
),
 
type
=
"cov"
,
 
numObs
=
500
))

 
summary
(
mxRun
(
factorModel
))

```